# Перси, Ричард (рыцарь)
Ричард Перси (англ. Richard Percy; около 1426 — 29 марта 1461) — английский рыцарь, один из младших сыновей Генри Перси, 2-го графа Нортумберленда, и Элеоноры Невилл. Был одним из главных действующих лиц в междоусобной войне Невиллов и Перси, во время которой попал в плен и был приговорён к заключению в Ньюгетскую тюрьму, где пробыл 2 года. Позже Ричард принимал участие в ряде сражений войны Алой и Белой розы на стороне Ланкастеров. Погиб в битве при Таутоне

## Происхождение
Ричард происходил из аристократического рода Перси, представители которого занимали ведущие позиции в Северо-Восточной Англии. Его родоначальником был Жоселин де Лувен, младший сын графа Лувена и герцога Нижней Лотарингии Готфрида (Жоффруа) I Бородатого, происходившего из Лувенского дома, восходившего по женской линии к Каролингам. Жоселин перебрался в Англию после брака своей сестры, Аделизы Лувенской, с королём Генрихом I Боклерком и женился на Агнес де Перси, наследнице феодального барона Топклифа, благодаря чему их сын Ричард, принявший родовое прозвание матери, унаследовал владения первой креации рода Перси. Потомки Ричарда заняли ведущее место среди знати Северо-Восточной Англии, а свидетельством возросшей значимости рода стал тот факт, что Генри Перси, 4-й барон Перси, в 1377 году получил титул графа Нортумберленда. Генри поддержал смещение короля Ричарда II и возведение на английский престол Генриха IV Ланкастера, но позже его отношения с новым королём испортились. Его наследник Генри «Горячая Шпора» примкнул к восстанию против короля и был убит в битве при Шрусбери 21 июля 1403 года. Граф Нортумберленд не принимал непосредственного участия в битве, но почти не приходится сомневаться, что он участвовал в восстании. После короткого заключения он был прощён, но уже в мае 1405 года граф был вовлечён в ещё одно восстание. Его планы провалились и он был вынужден бежать в Шотландию, забрав с собой внука. Следующие годы ознаменовались для графа постоянными переездами и дальнейшими интригами. 19 февраля 1408 года он был убит в битве при Брамем Муре. Его внук Генри оставался в Шотландии до вступления на престол Генриха V в 1413 году, после чего заявил о своих правах на титул деда. В его деле ему помогла тётка короля Джоан Бофорт, графиня Уэстморленд, устроившая женитьбу Генри на своей дочери Элеоноре Невилл. Генриху V было выгодно помириться с Перси, учитывая их обширные владения на севере Англии, и в 1416 году для Генри Перси был воссоздан титул графа Нортумберленда.
В браке у Генри Перси и Элеоноры Невилл родилось минимум 12 детей. Ричард, вероятно, был восьмым по старшинству сыном. Основным наследником владений и титулов был его старший брат Генри Перси, после смерти отца ставший 3-м графом Нортумберлендом.

## Биография
Ричард родился около 1426 года.
В 1453—1454 годах Ричард принимал активное участие в междоусобной войне Невиллов и Перси. Поводом к ней послужила вражда между Томасом Перси, бароном Эгремонтом, одним из старших братьев Ричарда, и Джоном Невиллом, младшего сына Ричарда Невилла, графа Солсбери. При этом из-за своих болезней и некомпетентности он нечасто попадал в поле зрения хронистов.
Летом 1453 года соперничество Невиллов и Перси переросло в открытую войну. 24 августа барон Эгремонт вместе с Ричардом, собрав большой отряд из йоркширцев и своих людей из Коркемута, около Хеворта напали на свадебный кортеж Невиллов, возвращающийся со свадьбы Томаса Невилла, сына графа Солсбери, с племянницей Ральфа Кромвеля. В столкновении участвовали почти все представители кланов Невиллов и Перси. Хроники не указывают численность сторон. Отряд Перси, скорее всего, превышал тысячу человек и, вероятно, его численность была выше, чем у Невиллов, но и их сопровождала большая свита. Судя по всему, численность отряда Невиллов оказалась выше, чем ожидал Эгремонт. Результаты стычки неизвестны, также нет сведений о пострадавших.
В дальнейшем ситуация продолжала оставаться напряжённой. В октябре судя по всему произошло ещё одно столкновение между Невиллами и Перси в Топклифе. А затем к противостоянию на стороне Перси присоединился ещё и Генри Холланд, герцог Эксетер, который преследовал свои династические и территориальные интересы. В результате вражда разрослась ещё больше.
В январе 1454 года барон Эгремонт встретился в Таксфорде (Ноттингемшир) с герцогом Эксетером. После того как было получено известие о том, что он собирает силы для подготовки к предстоящему парламенту, его 3 марта вызвали в королевский совет. 10 мая барона Эксетера после осуждения в парламенте вновь вызвали в совет. В том же месяце герцог Йоркский, который в это время из-за недееспособности Генриха VI стал протектором королевства, желая прекратить войну Невиллов и Перси, решил лично отправиться на север против Эгремонта и Эксетера. Те собирали людей в Йоркшире, Камберленде и Уэстморленде и даже вели переговоры с шотландцами. В результате герцог Эксетер был захвачен и посажен под охрану в замок Понтефракт, но Эгремонт смог бежать. В июне в Йорке состоялась комиссия, расследовавшая деятельность Эксетера и Эгремонта, их обвиняли в вербовке людей, которые не находились на их службе.
31 октября 1454 года (по другим сведениям 1 или 2 ноября) около Стэмфорд Бридж, одного из поместий графа Солсбери, Томас и Джон Невиллы смогли организовать засаду, в которой барон Эгремонт вместе с Ричардом Перси попал в плен. Гриффитс указывает, что в этом столкновении были сотни убитых и много раненых. Вероятно, что причиной победы Невиллов стало предательское бегство Питера Лоунда, судебного пристава принадлежавшего Перси поместья Поклингтон. Обоих сыновей графа Нортумберленда перевезли сначала в Мидлхемский замок, а потом передали под стражу герцогу Йоркскому. В ноябре братья предстали на заседании парламента, на котором они были осуждены за злоупотребления. Кроме того, им были присуждены огромные штрафы графу Солсбери, его жене и сыновьям на общую сумму до 16800 марок. Гриффитс указывает, что эта сумма была высчитана с учётом ущерба, нанесённого поместьям Невиллов во время войны. Также они были приговорены к заключению в Ньюгетскую тюрьму.
Братья оставались в тюрьме 2 года, но 13 ноября 1456 года им удалось сбежать. В июле 1457 года Невиллам удалось Ричарда выследить и заключить его в Мидлхеме, но вскоре он получил свободу.
Во время войны Алой и Белой розы Ричард, как и другие Перси, был сторонником Ланкастеров. 30 декабря 1460 года перед битвой при Уэйкфилде он был посвящён в рыцари своим братом. 29 марта 1461 года Ричард сражался в битве при Таутоне, во время которой и погиб.

## Брак
Жена: Кэтрин Невилл, дочь Хамфри или Александра Невилла из Торнтон Бриджа, вдова Уильяма Фейрфакса.